# Brasiliorchis schunkeana
Brasiliorchis schunkeana  (лат.) — вид однодольных растений рода Brasiliorchis семейства Орхидные (Orchidaceae).
Растение впервые описано в 1993 году под первоначальным названием Maxillaria schunkeana; в 2007 году описано заново под новым названием Brasiliorchis schunkeana, будучи включённым в род Brasiliorchis.

## Распространение, описание

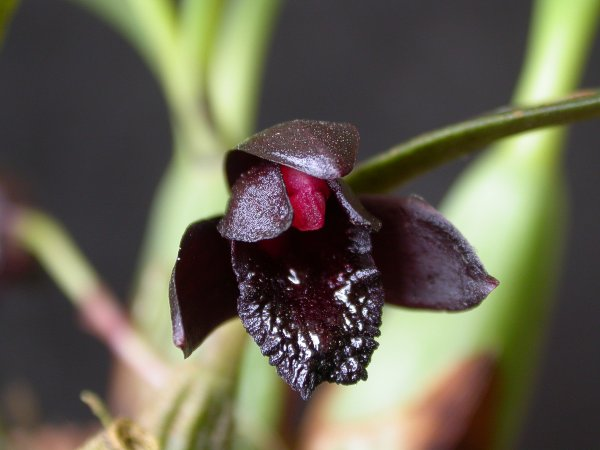
Цветок

Эндемик Бразилии. Распространён в штате Эспириту-Санту.
Эпифитное растение небольшого размера. Произрастает в прибрежных атлантических лесах, на участках на высоте 600—700 м над уровнем моря. Псевдобульба веретёнообразно-цилиндрическая, несущая два прямостоячих листа. Цветёт летом. Цветки (длиной около 1 см) кажутся окрашенными в чёрный цвет, хотя в действительности они скорее имеют очень тёмный пурпурно-красный оттенок.

## Синонимика
Имеет два синонима:
- Maxillaria schunkeana Campacci & Kautsky, 1993 basionym
- Bolbidium schunkeanum (Campacci & Kautsky) J.M.H.Shaw, 2011